# سینه‌سرخ سرحنایی
سینه‌سرخ سرحنایی (نام علمی: Luscinia ruficeps) نام یک گونه از سرده مه‌سراینده‌ها است.